# QU Большого Пса
QU Большого Пса (лат. QU Canis Majoris) — двойная затменная переменная звезда типа Беты Лиры (EB) в созвездии Большого Пса на расстоянии (вычисленном из значения параллакса) приблизительно 6395 световых лет (около 1961 парсека) от Солнца. Видимая звёздная величина звезды — от +12,02m до +11,58m. Орбитальный период — около 0,6388 суток (15,332 часов).